# Davor
Davor je općina u Hrvatskoj. Nalazi se u Brodsko-posavskoj županiji.

## Stanovništvo
Po popisu stanovništva iz 2001. godine, općina Davor imala je 3259 stanovnika, raspoređenih u 2 naselja:
- Davor – 2513
- Orubica – 746

### Nacionalni sastav, 2001.
- Hrvati – 3240 (99,42)
- Srbi – 3
- Bugari – 1
- Mađari – 1
- ostali – 1
- neopredijeljeni – 2
- nepoznato – 11 (0,34)

| broj stanovnika | 2854  | 2926  | 2550  | 2892  | 2938  | 3229  | 3052  | 3308  | 3778  | 3827  | 3641  | 3667  | 3526  | 3458  | 3259  | 3015  | 2529  |
|                 | 1857. | 1869. | 1880. | 1890. | 1900. | 1910. | 1921. | 1931. | 1948. | 1953. | 1961. | 1971. | 1981. | 1991. | 2001. | 2011. | 2021. |

| broj stanovnika | 1478  | 1471  | 1299  | 1488  | 1610  | 1779  | 1687  | 1928  | 2297  | 2326  | 2302  | 2449  | 2540  | 2603  | 2513  | 2382  | 2025  |
|                 | 1857. | 1869. | 1880. | 1890. | 1900. | 1910. | 1921. | 1931. | 1948. | 1953. | 1961. | 1971. | 1981. | 1991. | 2001. | 2011. | 2021. |

## Povijest
Dana 20. prosinca 1895. odlukom kr. zemaljske vlade Svinjar se od 1. siječnja 1896. godine zove Davor. Ime Davor može biti trojakog porijekla. 
Prvo tumačenje je da je selo dobilo to ime po tobožnjem božanstvu rata iz slavenske mitologije koji se zvao — Davor. Vrlo je mala vjerojatnost da je tako. Slavenska mitologija nije uhvatila korijena kod našeg naroda i za tobožnje božanstvo, čak ni mit nije vjerodostojan, vjerojatno nije znao nitko u selu (pretpostavljamo da je inicijativa za promjenu naziva potekla iz sela).
Drugo tumačenje je da je ime Davor izvedeno od — davorija. su bile rodoljubive pjesme nastale 30-tih godina 19. stoljeća u vrijeme Ljudevita Gaja, ilirskog pokreta i buđenja nacionalne svijesti južnoslavenskih naroda. Uz Hrvate, davorije imaju i Srbi i Slovenci.

## Poznate osobe
- Matija Antun Relković, hrvatski prosvjetiteljski prozaik
- Antun Škvorčević, prvi požeški biskup
- Ivica Olić, nogometaš
- Ivo Kerdić, kipar i medaljer
- Tomislav Ivančić, svećenik
- Damir Agičić, sveučilišni profesor povijesti 19. stoljeća u Zagrebu
- Milan Kerdić, novinar, pravnik i političar

## Obrazovanje
U Davoru postoji Osnovna škola Matije Antuna Relkovića koju pohađa oko 350 učenika.

## Kultura
Od brojnih kulturnih, sportskih, zabavnih manifestacija koje se tijekom čitave godine održavaju u Davoru najviše se ističu Ribarske večeri. Taj kulturno-zabavno-gastronomski događaj privlači pažnju velikog broja ljudi iz šire okolice Davora ali i iz inozemstva već dugi niz godina. 

## Šport
Davor je rodno mjesto hrvatskog nogometnog reprezentativca i nogometaša njemačkog Wolfsburga Ivice Olića.
U mjestu djeluje nogometni klub NK Posavac. U njemu djeluju tri kategorije: Seniori, juniori i pioniri. Seniori igraju 2. ŽNL, a juniori i pioniri 1. ŽNL Brodsko-posavske županije. Do danas pokazuju odlične rezultate. Pioniri i Juniori su na samom vrhu najboljih ekipa u cijeloj županiji. Igrališe 'Staro polje' je mjesto okupljanja mnogih davoraca svakog vikenda. Osim Ivice Olića Posavac je dao još mnoge nogometaše, npr. Vjekoslav Švađumović koji je pokušao na Islandu nastupajući za IA Akranes, te u 1. HNL za brodsku Marsoniju.
U Davoru djeluje i RK Davor.

## Vanjske poveznice
- Službena stranica Općine Davor